# Innaarsuit/Saattup Akia
Innaarsuit (nach alter Rechtschreibung Ivnârssuit; „kleine Abhänge“) und Saattup Akia (nach alter Rechtschreibung Sãtup Akia; „gegenüber von Saattoq“) bilden eine grönländische Doppelinsel im Distrikt Upernavik in der Avannaata Kommunia.

## Geografie
Die Doppelinsel besteht aus der Halbinsel Innaarsuit im Norden und der Halbinsel Saattup Akia im Süden. Beide Teile der Insel werden durch eine an ihrer schmalsten Stelle etwa 200 m breite Landzange getrennt. Im nördlichen Teil (nördlich von Saattup Akia und westlich von Innaarsuit) liegt der kleine Sundkomplex Qilakitsup Ilua mit den beiden großen Inseln Qeqertarsuaq und Qeqertarsuaq Kangilleq. Südlich von Saattup Akia liegen die beiden Inseln Saattoq und Attarsivik. Östlich von Saattup Akia liegt die kleine Inselgruppe Siattuaqqat. Der nur 25 bis 200 m schmale Sund Ikerasaatsiakassak trennt Innaarsuit von der nördlich gelegenen Insel Ateqanngitsorsuaq. Nordwestlich liegt die Insel Qaarsorsuatsiaq. Die höchste Erhebung der Insel befindet sich auf Saattup Akia und misst 319 m.

## Geschichte
Bei Innaarsuit befinden sich Überreste von Besiedelungen aus dem 17. und 18. Jahrhundert. In neuerer Zeit wurde der Wohnplatz erst Anfang des 20. Jahrhunderts wieder besiedelt. Wegen steigender Einwohnerzahlen erhielt der Ort in den 1980er Jahren nachträglich den Dorfstatus verliehen.